# 金野定吉
金野 定吉（こんの さだきち、1910年（明治43年）7月20日 - 1986年（昭和61年）3月2日）は、日本の政治家、日本社会党衆議院議員（1期）。山形県開発事業協会理事長。1986年従五位勲四等瑞宝章。

## 来歴・人物
山形県飽海郡高瀬村樽川（現・遊佐町）に生れる。尋常高等小学校卒業後、上京。東京市職員となる。
市職員組合に入るとともに社会大衆党に入党。深川支部に所属し役員を務めた後、深川区会議員に推される。
戦後の1947年、第23回衆議院議員総選挙に郷里の山形2区から日本社会党公認で出馬。初当選する。
1986年3月2日、心不全のため東京都大田区の病院で死去。75歳没。

## 略歴
- 1886年（明治19年）7月20日 - 生れる。
- 高瀬村尋常高等小学校卒業。
- 1934年（昭和9年） - 東京市役所勤務。
- 深川区会議員就任。
- 山形県開発事業協会理事長。
- 1947年（昭和22年）4月25日 - 第23回衆議院議員総選挙（山形2区・日本社会党公認・26120票獲得）初当選。
- 同党山形県連合会書記長。
- 日本農民組合山形県支部連合会長。
- 1948年（昭和23年）12月23日 - 衆議院解散（馴れ合い解散）により議員辞職。
- 1949年（昭和24年）1月23日 - 第24回衆議院議員総選挙（山形2区・日本社会党公認・23687票獲得）落選。
- 同党県県連合会情宣部長。
- 全国農民組合中央執行委員。
- 1952年（昭和27年）10月1日 - 第25回衆議院議員総選挙（山形2区・日本社会党公認・13913票獲得）落選
- 1986年（昭和61年）3月2日 - 死去。